# مردم کروات
کروات (به کرواتی: Hrvati) نام دسته‌ای از اسلاوهای جنوبی است که بیشتر در کرواسی و بوسنی و هرزگوین و سرزمین‌های نزدیک به آن زندگی می‌کنند و اغلب به زبان کرواتی صحبت می‌کنند. پاره‌ای از کروات‌ها نیز در اروپای غربی، آمریکا، استرالیا، نیوزیلند و آفریقای جنوبی پراکنده‌اند. بیشتر کروات‌ها پیرو کلیسای کاتولیک و زبانشان نیز کرواتی است.

## ریشه‌شناسی نام
قوم‌نام خارجی «کروات‌ها» از نام بومی "Hrvati" از لاتین قرون وسطی "Croāt" گرفته شده است، که خود مشتق شده از زبان اسلاوی شمال‌غربی *Xərwate، با متاتز مایع از دوره اسلاوی رایج *Xorvat، از پیشنهادی زبان نیااسلاوی *Xъrvátъ می‌باشد. از شکل سکایی-سرمتی قرن سوم که در الواح تانایس به عنوان Χοροάθος گواهی شده است (Khoroáthos، اشکال جایگزین شامل Khoróatos و Khoroúathos) آمده است. منشأ این قوم نامشخص است، اما به احتمال زیاد از زبان آسی/آلانی *xurvæt- یا *xurvāt-، به معنای "کسی که نگهبان" ("نگهبان، محافظ") است.

## خاستگاه
خاستگاه نخستین آنها پیش از کوچ بزرگ اسلاوها آشکار نیست. برپایه نگره‌ای که بیشتر پذیرفته است در سده هفتم پس از زایش قبیله‌های کروات از شمال کوه‌های کارپاتین و خاور رود ویستولا به خاور رشته‌کوه آلپ دیناری کوچیدند. کروات‌های سفید در بالای آدریاتیک شاهزاده‌نشین دالماتیا را پایه ریختند و زیرگروهی از اینان به نام کروات‌های سرخ شاهزاده‌نشین‌های کرواسی سرخ را پدید آوردند.
در دو سنگ‌نبشته کهن به زبان و خط یونانی —که در بندر تانائیس در دریای آزوف در کنار شبه‌جزیره کریمه (نزدیک دریای سیاه) یافت‌شده و اکنون در موزه سن‌پترزبورگ در روسیه نگاه داشته می‌شوند— با نام Horouathos برخورد شده که این نام را پاره‌ای ریخت کهن نام کنونی کروات‌ها می‌دانند. 

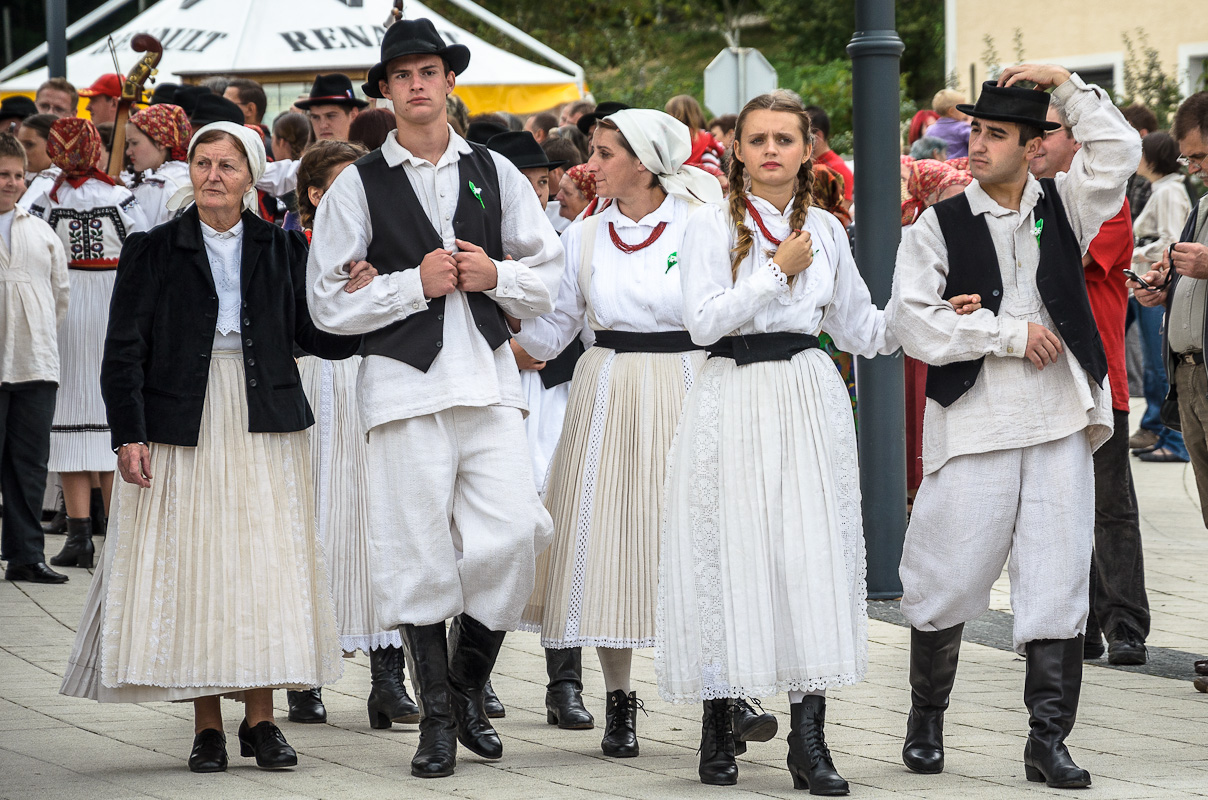
مردمی با لباس سنتی کروات در زاگوریه، کرواسی

## ریشه ایرانی
کروات‌ها و صرب‌ها بنا به تعداد زیادی از مطالعه‌ها ریشه ایرانی دارند. فرضیه جالب و بحث‌برانگیز که ۲۰۰ سال پیش توسط پروفسور یوسیپ میکوزی بلومنتال (en:Josip Mikoczy-Blumenthal) مطرح شد؛ تاکنون منجر به ارایه‏ ۲۴۹ مقاله تحقیقی، علمی و چاپ آن در نشریات مختلف توسط ۱۲۰ استاد کروات و غیرکروات شده است. او در پایان‌نامه خویش در سال ۱۷۹۷، ایرانی بودن کروات‌ها را مورد بررسی قرار داد و نتیجه گرفت که کروات‌های امروزی از بخش غربی ایران باستان مهاجرت کرده‌اند. کروات در زبان اوستایی به معنی دوستانه است و بر اساس برخی شواهد و مطالعه‌های تاریخی، کروات‌ها از ۱۷۰۰ سال پیش از سرزمین مادری خود ایران به سمت شبه جزیره بالکان حرکت کردند و در صربستان و کرواسی و بوسنی امروزی ساکن شدند. علت این مهاجرت سرکوب پیروان دین مانوی در دوران ساسانی بوده است. بر مبنای اسناد قدیمی، کروات‌ها و صرب‌ها دارای اصلیت ایرانی هستند که بعدها به اسلاوها ملحق شدند. هم کروات‌ها و هم صرب‌ها به‌طور تقریبی هم‌زمان مهاجرت کردند و برای تمیز دادن خود از سایر اقوام دستمالی به دور گردن خود می‌بستند که بعدها به کراوات معروف شد. این دستمال در پرچم کرواسی هم وجود دارد. محمود احمدی‌نژاد، رئیس‌جمهور اسبق ایران اذعان کرده بود که این نظریه ممکن است توضیح قابل اعتمادی برای خاستگاه کروات‌ها که به صورت تاریخی خیلی نزدیک به صرب‌ها زندگی می‌کنند، نیز باشد. زبان‌های کرواتی و صربی هم‌اکنون بیش از ۳۰۰۰ واژه از زبان فارسی دارند که حدود ۷۰۰ تا از این واژه‌ها به‌طور فعال در زبان کنونی صربی- کرواتی به کار برده می‌شود.

## نگارخانه

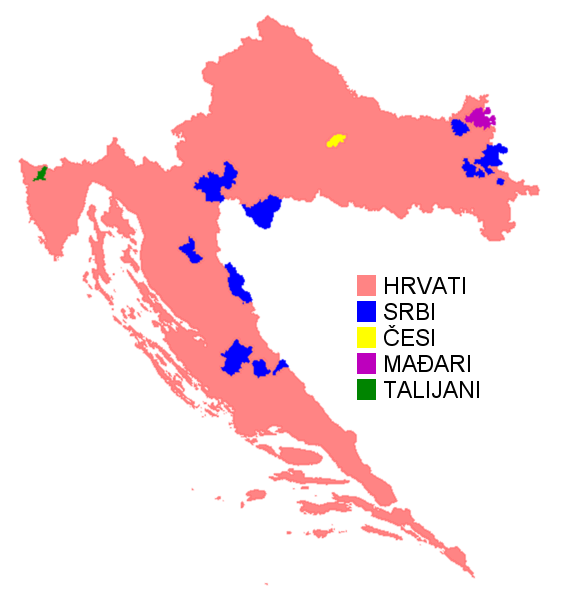
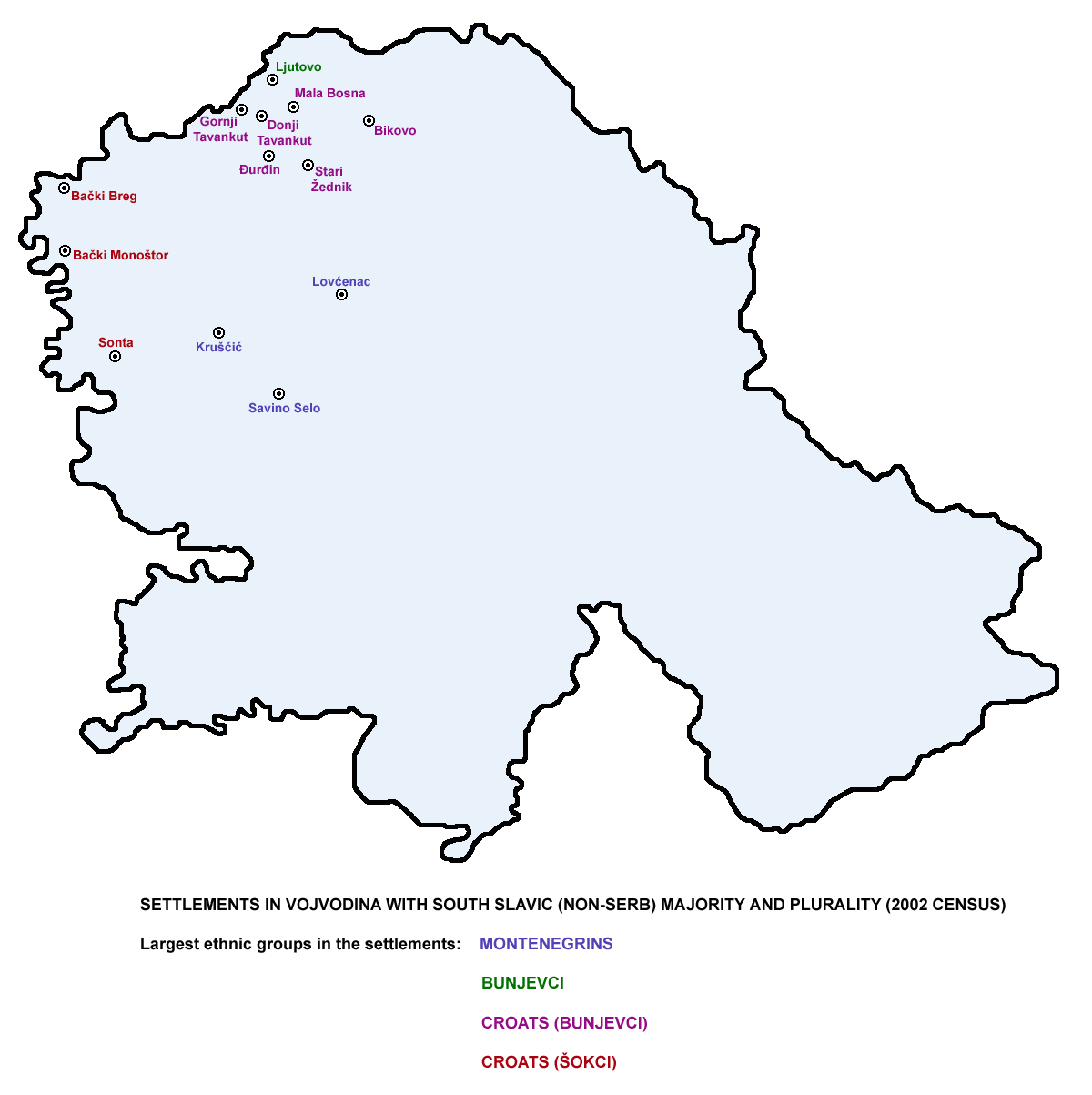
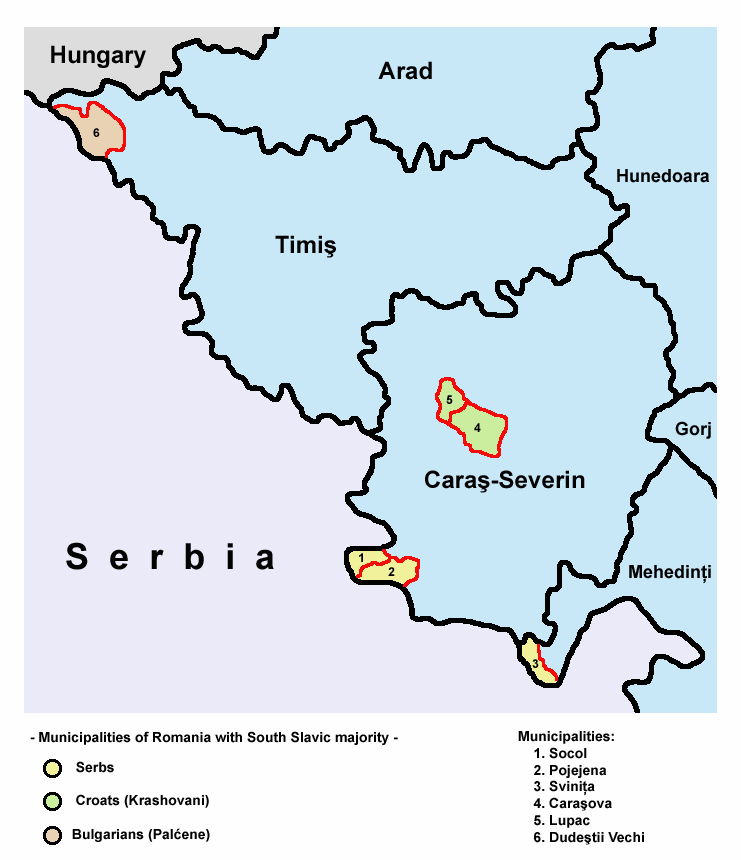